# 直隶公立医学专门学校
直隶公立医学专门学校， 1913年由原北洋医学堂更名的北洋军医学堂调整而来。北洋医学堂前身是直隶总督、北洋大臣李鸿章在1881年创办的总督医院附属医学校。1910年更名为北洋军医学堂。1913年改为“直隶公立医学专门学校”，经亨咸任校长。，并建立了附属医院“北洋医院”（今天津医科大学总医院的前身）。1915年该校归海军部统辖，改为海军医学校。此后，因外国人从天津租界撤走，学校经费困难。1933年12月24日，私立天津南开大学召开董事会，讨论接办海军医学院相关事宜，最终失败。该校及其附属医院分别于1926年、1933年相继停办。